# Karlos Callens
Karlos Maurice Callens (Ardooie, 23 juni 1947 – aldaar, 8 oktober 2023) was een Belgische politicus voor Open Vld.

## Biografie
Callens haalde een diploma hso Handel aan het Sint-Henricusinstituut in Komen. Aan de UFSAL studeerde hij in 1971 af als licentiaat handels- en financiële wetenschappen. Beroepshalve was hij van 1971 tot 2005 lector in de marketing aan het HANTAL in Kortrijk.
Hij werd in oktober 1982 voor de lokale lijst Groep 82 verkozen tot gemeenteraadslid van Ardooie. Van januari 1989 tot aan zijn overlijden in oktober 2023 was hij burgemeester van Ardooie. Van 2000 tot 2002 was hij voor de toenmalige VLD ook provincieraadslid van West-Vlaanderen. 
Begin november 2002 volgde hij Jacques Laverge op als Vlaams Parlementslid voor de kieskring Kortrijk-Roeselare-Tielt. Ook na de volgende Vlaamse verkiezingen van 13 juni 2004 en van 7 juni 2009 bleef hij Vlaams volksvertegenwoordiger tot mei 2014. Als Vlaams Parlementslid zetelde hij in de commissies Leefmilieu, Natuur, Ruimtelijke Ordening en Onroerend Erfgoed en Landbouw, Visserij en Plattelandsbeleid. en zette hij zich voor de belangen van de land- en tuinbouw. In mei 2014 stond Callens op de derde plaats van de Open Vld-lijst voor de Europese verkiezingen, maar hij werd niet verkozen.
Eind 2014 werd hij ridder in de Leopoldsorde.